# Легка атлетика на Літній універсіаді 1997
Змагання з легкої атлетики на Літній універсіаді 1997 проходили 26-31 серпня у Катанії на стадіоні «Чибалія».

## Призери

### Чоловіки
| Дисципліни                | Золото                                                                              | Золото   | Срібло                                                                                        | Срібло   | Бронза                                                                               | Бронза   |
| ------------------------- | ----------------------------------------------------------------------------------- | -------- | --------------------------------------------------------------------------------------------- | -------- | ------------------------------------------------------------------------------------ | -------- |
| 100 метрів                | Вінсент Гендерсон США                                                               | 10,22    | Олександр Пархомовський Росія                                                                 | 10,39    | Джонатан Картер США                                                                  | 10,42    |
| 200 метрів                | Джентрі Бредлі США                                                                  | 20,48    | Тоні Вілер США                                                                                | 20,64    | Аннінос Маркуллідес Кіпр                                                             | 20,72    |
| 400 метрів                | Клемент Чукву Нігерія                                                               | 44,81    | Джером Девіс США                                                                              | 45,30    | Лінвал Лейрд Ямайка                                                                  | 45,54    |
| 800 метрів                | Норберто Тельєс Куба                                                                | 1.47,63  | Езекіль Сепенг ПАР                                                                            | 1.47,77  | Браян Вудворд США                                                                    | 1.48,43  |
| 1500 метрів               | Ентоні Вайтман Велика Британія                                                      | 3.43,57  | Карлос Гарсія Іспанія                                                                         | 3.43,97  | Антоніу Травассуш Португалія                                                         | 3.44,14  |
| 5000 метрів               | Сімоне Дзанон Італія                                                                | 13.57,54 | Торстен Науманн Німеччина                                                                     | 13.58,35 | Ден Браун США                                                                        | 14.00,94 |
| 10000 метрів              | Каміл Масе Нідерланди                                                               | 28.22,11 | Ден Браун США                                                                                 | 28.27,64 | Рашид Берраді Італія                                                                 | 28.30,05 |
| 110 метрів з бар'єрами    | Андрій Кислих Росія                                                                 | 13,44    | Йонатан Нсенга Бельгія                                                                        | 13,51    | Дадлі Дорівал США                                                                    | 13,53    |
| 400 метрів з бар'єрами    | Ллевелін Герберт ПАР                                                                | 48,99    | Руслан Мащенко Росія                                                                          | 49,36    | Мубарак аль Нубі Катар                                                               | 49,48    |
| 3000 метрів з перешкодами | Марк Остендарп Німеччина                                                            | 8.25,83  | Марсел Ларос Нідерланди                                                                       | 8.27,91  | Міхаель Бухляйтнер Австрія                                                           | 8.28,92  |
| 4×100 метрів              | СШАВінсент Гендерсон Браян Говард Джонатан Картер Тоні Мак-Колл Девід Допек (забіг) | 38,48    | КубаАньєр Гарсія Місаель Ортіс Іван Гарсія Луїс Альберто Перес Ріонда Альфредо Гарсія (забіг) | 38,52    | Велика БританіяДен Мані Джеймі Генторн Росс Бейллі Дуглас Вокер                      | 39,23    |
| 4×400 метрів              | СШАОктавіус Террі Тоні Вілер Джером Девіс Браян Вудворд                             | 3.02,53  | ЯмайкаІєн Віклі Лінвал Лейрд Гарт Робінсон Денніс Блейк                                       | 3.02,68  | Велика БританіяРічард Ноулс Шон Болдок Марк Сесай Джаред Дікон Кріс Ролінсон (забіг) | 3.02,74  |
| Ходьба 20 кілометрів      | Ілля Марков Росія                                                                   | 1:25.36  | Алехандро Лопес Мексика                                                                       | 1:26.00  | Артуро ді Мецца Італія                                                               | 1:26.12  |
| Напівмарафон              | Марілсон дус Сантус Бразилія                                                        | 1:03.32  | Стівен Маяка Кенія                                                                            | 1:03.51  | Соломон Вачира Кенія                                                                 | 1:04.05  |
| Стрибки у висоту          | Лі Чін Тек Південна Корея                                                           | 2,32     | Шарль Лефрансуа Канада                                                                        | 2,32     | Дідьє Детчинік Франція                                                               | 2,28     |
| Стрибки з жердиною        | Халід Лашеб Франція                                                                 | 5,70     | Чед Гартінг США                                                                               | 5,60     | Вернер Голл Німеччина                                                                | 5,55     |
| Стрибки в довжину         | Іван Педросо Куба                                                                   | 8,40     | Джеймс Бекфорд Ямайка                                                                         | 8,35     | Грегор Цанкар Словенія                                                               | 8,11     |
| Потрійний стрибок         | Йоельбі Кесада Куба                                                                 | 17,35    | Альєсер Уррутія Куба                                                                          | 17,11    | Роберт Говард США                                                                    | 17,08    |
| Штовхання ядра            | Юрій Білоног Україна                                                                | 20,34    | Паоло даль Сольйо Італія                                                                      | 20,01    | Браян Міллер США                                                                     | 19,72    |
| Метання диска             | Володимир Дубровщик Білорусь                                                        | 66,40    | Енді Блум США                                                                                 | 63,12    | Даг Рейнольдс США                                                                    | 62,76    |
| Метання молота            | Балаж Кіш Угорщина                                                                  | 79,42    | Вадим Колесник Україна                                                                        | 77,16    | Ілля Коновалов Росія                                                                 | 76,16    |
| Метання списа             | Маріус Корбетт ПАР                                                                  | 86,50    | Еметеріо Гонсалес Куба                                                                        | 83,48    | Грегор Геглер Австрія                                                                | 81,12    |
| Десятиборство             | Роман Шебрле Чехія                                                                  | 8380     | Каміо Дамашек Чехія                                                                           | 8072     | Марсел Дост Нідерланди                                                               | 7899     |

### Жінки
| Дисципліни             | Золото                                                                     | Золото   | Срібло                                                              | Срібло   | Бронза                                                                 | Бронза   |
| ---------------------- | -------------------------------------------------------------------------- | -------- | ------------------------------------------------------------------- | -------- | ---------------------------------------------------------------------- | -------- |
| 100 метрів             | Екатеріні Тану Греція                                                      | 11,20    | Анжела Кравченко Україна                                            | 11,34    | Катя Бент Франція                                                      | 11,35    |
| 200 метрів             | Катерина Лещова Росія                                                      | 23,18    | Катя Бент Франція                                                   | 23,31    | Моніка Гачевська Болгарія                                              | 23,60    |
| 400 метрів             | Еллісон Кербішлі Велика Британія                                           | 50,84    | Ольга Котлярова Росія                                               | 51,35    | Ідальміс Бонне Куба                                                    | 51,72    |
| 800 метрів             | Ірина Ліщинська Україна                                                    | 2.00,21  | Олена Марцонь Україна                                               | 2.00,84  | Марія Сінусова Росія                                                   | 2.01,38  |
| 1500 метрів            | Габріела Сабо Румунія                                                      | 4.10,31  | Карла Сакраменту Португалія                                         | 4.10,40  | Лідія Хоєцька Польща                                                   | 4.12,38  |
| 5000 метрів            | Ненна Лінч США                                                             | 15.47,61 | Лорі Дерворд Канада                                                 | 15.48,68 | Сара Говелл Канада                                                     | 15.49,96 |
| 10000 метрів           | Діна Дроссін США                                                           | 33.45,31 | Лючілла Андреуччі Італія                                            | 33.54,22 | Яманака Мівако Японія                                                  | 34.10,28 |
| 100 метрів з бар'єрами | Анджела Атеде Нігерія                                                      | 13,16    | Фен Юнь КНР                                                         | 13,19    | Світлана Лаухова Росія                                                 | 13,22    |
| 400 метрів з бар'єрами | Тетяна Терещук Україна                                                     | 54,91    | Катерина Бахвалова Росія                                            | 55,91    | Даймі Пернія Куба                                                      | 56,13    |
| 4×100 метрів           | СШАДжуан Болл Мелінда Серджент Шані Андерсон Пешн Річардсон                | 44,04    | РосіяКатерина Лещова Ірина Коротя Ольга Повторьова Наталія Ігнатова | 44,37    | КанадаСоня Пакетт Тара Перрі Ладонна Антуан Карен Кларк                | 44,59    |
| 4×400 метрів           | РосіяНаталія Шарова Світлана Гончаренко Катерина Бахвалова Ольга Котлярова | 3.27,93  | КубаНенсі Мак-Леон Хулія Дюпорті Даймі Пернія Ідальміс Бонне        | 3.29,00  | Велика БританіяВікі Джемісон Мішель П'єр Мішель Томас Еллісон Кербішлі | 3.30,57  |
| Ходьба 10 кілометрів   | Лариса Рамазанова Білорусь                                                 | 44.01    | Росселла Джордано Італія                                            | 44.31    | Аннаріта Сідоті Італія                                                 | 44.38    |
| Напівмарафон           | Сотані Марі Японія                                                         | 1:11.49  | Агата Бальзамо Італія                                               | 1:13.06  | Токура Міюкі Японія                                                    | 1:13.20  |
| Стрибки у висоту       | Емі Екафф США                                                              | 1,98     | Моніка Ягар Румунія                                                 | 1,96     | Марі Коллонвіль Франція                                                | 1,94     |
| Стрибки з жердиною     | Емма Джордж Австралія                                                      | 4,40     | Цай Веянь КНР                                                       | 4,30     | Доріс Ауер Австрія                                                     | 4,10     |
| Стрибки в довжину      | Олена Шеховцова Україна                                                    | 6,78     | Вікторія Вершиніна Україна                                          | 6,44     | Крістіна Ніколау Румунія                                               | 6,40     |
| Потрійний стрибок      | Олена Говорова Україна                                                     | 14,23    | Ольга Сеперо Куба                                                   | 14,12    | Жанна Гуреєва Білорусь                                                 | 13,93    |
| Штовхання ядра         | Ірина Коржаненко Росія                                                     | 19,39    | Коррі де Брейн Нідерланди                                           | 18,65    | Тресса Томпсон США                                                     | 18,26    |
| Метання диска          | Наталія Садова Росія                                                       | 67,02    | Ху Хунлянь КНР                                                      | 61,00    | Ніколета Грасу Румунія                                                 | 60,08    |
| Метання молота         | Міхаела Мелінте Румунія                                                    | 69,84    | Ольга Кузенкова Росія                                               | 65,96    | Дебора Сосіменко Австралія                                             | 65,02    |
| Метання списа          | Ісель Лопес Куба                                                           | 64,30    | Соня Біссет Куба                                                    | 63,46    | Карен Форкель Німеччина                                                | 60,70    |
| Семиборство            | Мона Штайгауф Німеччина                                                    | 6546     | Ірина Вострикова Росія                                              | 6175     | Марі Коллонвіль Франція                                                | 6143     |

## Медальний залік
| Місце               | Країна              | Золото | Срібло | Бронза | Загалом |
| ------------------- | ------------------- | ------ | ------ | ------ | ------- |
| 1                   | США                 | 8      | 5      | 8      | 21      |
| 2                   | Росія               | 6      | 7      | 3      | 16      |
| 3                   | Україна             | 5      | 4      | 0      | 9       |
| 4                   | Куба                | 4      | 6      | 2      | 12      |
| 5                   | Німеччина           | 2      | 1      | 2      | 5       |
| 5                   | Румунія             | 2      | 1      | 2      | 5       |
| 7                   | ПАР                 | 2      | 1      | 0      | 3       |
| 8                   | Велика Британія     | 2      | 0      | 3      | 5       |
| 9                   | Білорусь            | 2      | 0      | 1      | 3       |
| 10                  | Нігерія             | 2      | 0      | 0      | 2       |
| 11                  | Італія              | 1      | 4      | 3      | 8       |
| 12                  | Нідерланди          | 1      | 2      | 1      | 4       |
| 13                  | Франція             | 1      | 1      | 4      | 6       |
| 14                  | Чехія               | 1      | 1      | 0      | 2       |
| 15                  | Японія              | 1      | 0      | 2      | 3       |
| 16                  | Австралія           | 1      | 0      | 1      | 2       |
| 17                  | Бразилія            | 1      | 0      | 0      | 1       |
| 17                  | Греція              | 1      | 0      | 0      | 1       |
| 17                  | Південна Корея      | 1      | 0      | 0      | 1       |
| 17                  | Угорщина            | 1      | 0      | 0      | 1       |
| 21                  | КНР                 | 0      | 3      | 0      | 3       |
| 22                  | Канада              | 0      | 2      | 2      | 4       |
| 23                  | Ямайка              | 0      | 2      | 1      | 3       |
| 24                  | Кенія               | 0      | 1      | 1      | 2       |
| 24                  | Португалія          | 0      | 1      | 1      | 2       |
| 26                  | Іспанія             | 0      | 1      | 0      | 1       |
| 26                  | Бельгія             | 0      | 1      | 0      | 1       |
| 26                  | Мексика             | 0      | 1      | 0      | 1       |
| 29                  | Австрія             | 0      | 0      | 3      | 3       |
| 30                  | Болгарія            | 0      | 0      | 1      | 1       |
| 30                  | Катар               | 0      | 0      | 1      | 1       |
| 30                  | Кіпр                | 0      | 0      | 1      | 1       |
| 30                  | Польща              | 0      | 0      | 1      | 1       |
| 30                  | Словенія            | 0      | 0      | 1      | 1       |
| Загалом (34 збірні) | Загалом (34 збірні) | 45     | 45     | 45     | 135     |

## Виступ українців
| Чоловіки (17) | Чоловіки (17)       | Чоловіки (17) | Чоловіки (17)        |
| Місце         | Атлет               | Дисципліна    | Результат            |
| ------------- | ------------------- | ------------- | -------------------- |
| 1             | Юрій Білоног        | ядро          | 20,34                |
| 2             | Вадим Колесник      | молот         | 77,16                |
|               | Олександр Юрков     | десятиборство | 7828                 |
|               | Ігор Ліщинський     | 1500 м        | 3.45,67 (3.42,89)[a] |
|               | Олексій Лукашевич   | довжина       | 7,79                 |
|               | Володимир Кравченко | потрійний     | 16,69                |
|               | Віталій Сидоров     | диск          | 61,42                |
|               | Руслан Стіпанов     | висота        | 2,20                 |
|               | Юрій Пархоменко     | ядро          | 18,53                |
|               | Сергій Ізмайлов     | потрійний     | 16,15 (16,90)        |
|               | Сергій Редько       | 3000 м з/п    | 8.37,55              |
|               | Юрій Білоног        | диск          | 54,54 (60,64)        |
|               | Вадим Грабовий      | молот         | 69,18 (70,18)        |
| пф            | Віталій Сенів       | 200 м         | 21,07 (20,98)        |
| пф            | Роман Галкін        | 200 м         | 21,22 (21,18)        |
| заб           | Сергій Полінков     | 100 м         | 10,88                |
| заб           | Роман Галкін        | 400 м         | DNF                  |
| заб           | Владислав Губа      | 110 м з/б     | 14,36                |
| кв            | Роман Щуренко       | довжина       | 7,58                 |

| Жінки (21) | Жінки (21)         | Жінки (21)   | Жінки (21)    |
| Місце      | Атлетка            | Дисципліна   | Результат     |
| ---------- | ------------------ | ------------ | ------------- |
| 1          | Ірина Ліщинська    | 800 м        | 2.00,21       |
| 1          | Тетяна Терещук     | 400 м з/б    | 54,91 (54,42) |
| 1          | Олена Шеховцова    | довжина      | 6,78          |
| 1          | Олена Говорова     | потрійний    | 14,23         |
| 2          | Анжела Кравченко   | 100 м        | 11,34         |
| 2          | Олена Марцонь      | 800 м        | 2.00,84       |
| 2          | Вікторія Вершиніна | довжина      | 6,44 (6,59)   |
|            | Віта Стьопіна      | висота       | 1,91          |
|            | Анжела Балахонова  | жердина      | 4,10          |
|            | Олена Антонова     | диск         | 59,60         |
|            | Тетяна Мовчан      | 400 м        | 52,97         |
|            | Майя Шемчишена     | 100 м з/б    | 13,54 (13,30) |
|            | Віра Зозуля        | ходьба 10 км | 46.23         |
|            | Олена Хлусович     | потрійний    | 13,62         |
|            | Наталія Куницька   | молот        | 57,52 (59,74) |
|            | Вікторія Бойко     | диск         | 55,44         |
|            | Юлія Акуленко      | семиборство  | 5667          |
| пф         | Яна Мануйлова      | 400 м        | 54,55 (53,95) |
| заб        | Ірина Ленська      | 400 м з/б    | 58,74         |
| кв         | Ірина Михальченко  | висота       | 1,85          |
| —          | Людмила Коваленко  | семиборство  | DNF           |

a  У дужках вказаний більш високий результат, що був показаний на попередній стадії змагань (у забігу чи кваліфікації).